# Qualificazioni al campionato mondiale di calcio 2002
199 squadre partecipano alle qualificazioni per il Campionato mondiale di calcio 2002 per un totale di 32 posti disponibili per la fase finale. È il primo mondiale con due nazioni che hanno organizzato congiuntamente la fase finale e l'ultimo alla quale la nazionale detentrice del titolo partecipa di diritto senza affrontare le qualificazioni. La Corea del Sud, il Giappone (come paesi ospitanti) e la Francia (come campione in carica) sono qualificate automaticamente, lasciando così solo 29 posti per la fase finale.
I 32 posti disponibili per la Coppa del Mondo 2002 sono suddivisi tra le confederazioni nei seguenti modi:
- AFC (Asia): 4,5 posti, di cui due già occupati da Corea del Sud e Giappone; gli altri 2,5 posti sono contesi da 40 squadre. La terza classificata si qualifica allo Spareggio AFC-UEFA.
- CAF (Africa): 5 posti, contesi da 51 squadre.
- CONCACAF (Nord America, Centro America e Caraibi): 3 posti, contesi da 35 squadre.
- CONMEBOL (Sud America): 4,5 posti contesi da 10 squadre. La quinta classificata si qualifica allo Spareggio CONMEBOL-OFC
- OFC (Oceania): 0,5 posti, contesi da 10 squadre. La vincitrice si qualifica allo Spareggio CONMEBOL-OFC
- UEFA (Europa): 14,5 posti, di cui uno già occupato dalla Francia; gli altri 13,5 posti sono contesi da 50 squadre. La migliore seconda classificata si qualifica allo Spareggio AFC-UEFA.

193 squadre hanno giocato almeno una partita di qualificazione; le partite giocate sono state 777 incontri, con 2453 gol segnati (con una media di 3,17 a partita).
ll sorteggio per la composizione dei gironi di qualificazione  si è svolto il 7 dicembre 1999 all'International Forum di Tokyo.

## AFC
Le partite valide per l'assegnazione dei posti riservati alla confederazione asiatica sono iniziate il 24 novembre 2000 e si sono concluse il 31 ottobre 2001. I posti a disposizione sono stati assegnati direttamente alle prime classificate in ognuno dei due gruppi da cinque squadre della fase finale. La vincente dello spareggio tra le seconde classificate, con partite di andata e ritorno, si è qualificata allo Spareggio AFC-UEFA.
Squadre qualificate:
- Giappone (qualificata di diritto come paese ospitante);
- Corea del Sud (qualificata di diritto come paese ospitante);
- Arabia Saudita (1ª classificata nel gruppo A della fase finale);
- Cina (1ª classificata nel gruppo B della fase finale).

## CAF
Le partite valide per l'assegnazione dei posti riservati alla confederazione africana sono iniziate l'7 aprile 2000 e si sono concluse il 29 luglio 2001. I posti a disposizione sono stati assegnati alle cinque squadre vincitrici dei cinque gruppi della seconda fase.
Squadre qualificate:
- Camerun (1ª classificata nel gruppo A della fase finale);
- Nigeria (1ª classificata nel gruppo B della fase finale);
- Senegal (1ª classificata nel gruppo C della fase finale);
- Tunisia (1ª classificata nel gruppo D della fase finale);
- Sudafrica (1ª classificata nel gruppo E della fase finale).

## CONCACAF
Le partite valide per l'assegnazione dei posti riservati alle squadre della confederazione nord-centroamericana e caraibica sono iniziate il 4 marzo 2000 e si sono concluse l'11 novembre 2001. I posti a disposizione sono stati assegnati alle prime tre classificate nel gruppo unico della fase finale.
Squadre qualificate:
- Costa Rica (1ª classificata nel gruppo unico della fase finale);
- Messico (2ª classificata nel gruppo unico della fase finale);
- Stati Uniti (3ª classificata nel gruppo unico della fase finale).

## CONMEBOL
Le partite valide per l'assegnazione dei posti riservati alle squadre della confederazione sudamericana sono iniziate il 28 marzo 2000 e si sono concluse il 14 novembre 2001. I posti a disposizione sono stati assegnati alle prime quattro nazionali classificate nel gruppo unico, mentre la quinta classificata si è qualificata allo Spareggio CONMEBOL-OFC.
Squadre qualificate:
- Argentina (1ª classificata nel gruppo unico);
- Ecuador (2ª classificata nel gruppo unico);
- Brasile (3ª classificata nel gruppo unico);
- Paraguay (4ª classificata nel gruppo unico).

## OFC
Le partite valide per l'assegnazione dei posti riservati alla confederazione oceanica sono iniziate il 7 aprile 2001 e si sono concluse il 24 giugno 2001.
A differenza delle altre cinque confederazioni continentali, l'OFC non ha avuto un posto assicurato al campionato del mondo: la vincitrice delle selezioni, ossia l'Australia, si è qualificata allo Spareggio CONMEBOL-OFC.

## UEFA
Le partite valide per l'assegnazione dei posti riservati alla confederazione europea sono iniziate il 16 agosto 2000 e si sono concluse il 14 novembre 2001. I posti a disposizione sono stati assegnati alle nazionali prime classificate in ognuno dei nove gruppi e alla migliore seconda classificata. La migliore seconda classificata si è qualificata allo Spareggio AFC-UEFA, mentre le restanti seconde classificate si sono qualificate agli spareggi continentali, con partite di andata e ritorno.
Squadre qualificate:
- Francia (qualificata di diritto come detentrice del titolo);
- Russia (1ª classificata nel gruppo 1);
- Portogallo (1ª classificata nel gruppo 2);
- Danimarca (1ª classificata nel gruppo 3);
- Svezia (1ª classificata nel gruppo 4);
- Polonia (1ª classificata nel gruppo 5);
- Croazia (1ª classificata nel gruppo 6);
- Spagna (1ª classificata nel gruppo 7);
- Italia (1ª classificata nel gruppo 8);
- Inghilterra (1ª classificata nel gruppo 9);
- Belgio (vincitrice del primo spareggio);
- Germania (vincitrice del secondo spareggio);
- Slovenia (vincitrice del terzo spareggio);
- Turchia (vincitrice del quarto spareggio).

## Interzona
Nelle qualificazioni interzonali vi sono stati due spareggi, con partite di andata e ritorno, per decidere le ultime squadre a qualificarsi per Corea del Sud e Giappone 2002. Nello Spareggio AFC-UEFA si sono affrontate l'Iran, in quanto vincitrice dello spareggio della zona asiatica, e l'Irlanda, in quanto migliore seconda classificata della UEFA. Nello Spareggio CONMEBOL-OFC si sono affrontate l'Uruguay, in quanto quinta classificata del CONMEBOL, e l'Australia, in quanto vincitrice dell'OFC. Le partite si sono disputate il 10 novembre e il 25 novembre 2001.
Squadra qualificata:
- Irlanda (vincitrice dello spareggio AFC-UEFA);
- Uruguay (vincitrice dello spareggio CONMEBOL-OFC).

## Squadre qualificate

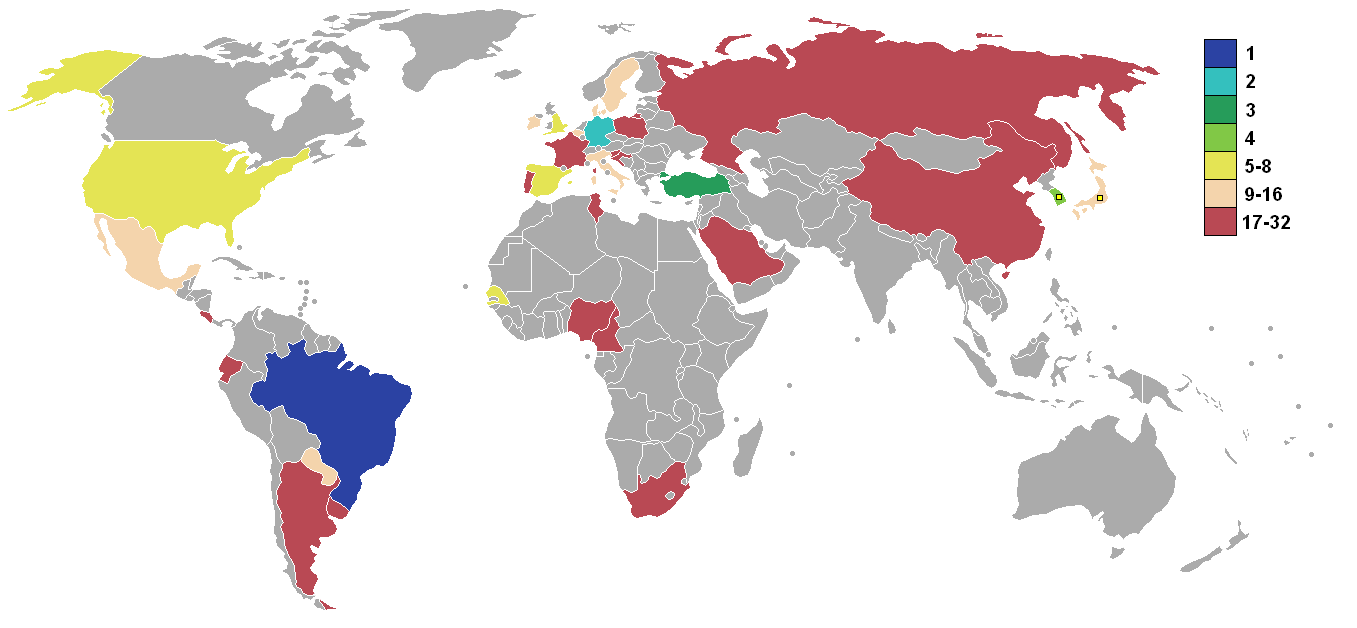
Le squadre qualificate

| Squadre        | Numero di presenze | Numero di presenze consecutive | Ultima apparizione |
| -------------- | ------------------ | ------------------------------ | ------------------ |
| Arabia Saudita | 3                  | 3                              | 1998               |
| Argentina      | 13                 | 8                              | 1998               |
| Belgio         | 11                 | 6                              | 1998               |
| Brasile        | 17                 | 17                             | 1998               |
| Camerun        | 5                  | 4                              | 1998               |
| Cina           | 1                  | 1                              | esordiente         |
| Corea del Sud  | 6                  | 5                              | 1998               |
| Costa Rica     | 2                  | 1                              | 1990               |
| Croazia        | 2                  | 2                              | 1998               |
| Danimarca      | 3                  | 2                              | 1998               |
| Ecuador        | 1                  | 1                              | esordiente         |
| Inghilterra    | 11                 | 2                              | 1998               |
| Francia        | 11                 | 2                              | 1998               |
| Germania       | 15                 | 13                             | 1998               |
| Giappone       | 2                  | 2                              | 1998               |
| Irlanda        | 3                  | 1                              | 1994               |
| Italia         | 15                 | 11                             | 1998               |
| Messico        | 12                 | 3                              | 1998               |
| Nigeria        | 3                  | 3                              | 1998               |
| Paraguay       | 6                  | 2                              | 1998               |
| Polonia        | 6                  | 1                              | 1986               |
| Portogallo     | 3                  | 1                              | 1986               |
| Russia         | 9                  | 1                              | 1994               |
| Senegal        | 1                  | 1                              | esordiente         |
| Slovenia       | 1                  | 1                              | esordiente         |
| Spagna         | 11                 | 7                              | 1998               |
| Sudafrica      | 2                  | 2                              | 1998               |
| Stati Uniti    | 7                  | 4                              | 1998               |
| Svezia         | 10                 | 1                              | 1994               |
| Tunisia        | 3                  | 2                              | 1998               |
| Turchia        | 2                  | 1                              | 1954               |
| Uruguay        | 10                 | 1                              | 1990               |